# رمالة المتوسط
رَمَّالة المتوسط هي سمكة في فصيلة الرمَّاليَّات. إنه النوع الوحيد من هذه الفصيلة في البحر الأبيض المتوسط. يُعثَر عليها فوق ركائز رملية أو حصوية في شرق وسط المحيط الأطلسي من البرتغال إلى السنغال بما في ذلك جزر الكناري وجزر الرأس الأخضر وفي البحر الأبيض المتوسط وشرقًا في البحر الأسود. الحجم الأقصى هو 17 سم. يحظى بتقدير كبير فيُؤكَل في مناطق معينة من إيطاليا وكذلك في المطبخ القطلوني حيث يُقلى بعد تغطيته بعجين سائل خفيف.

## معرض الصور

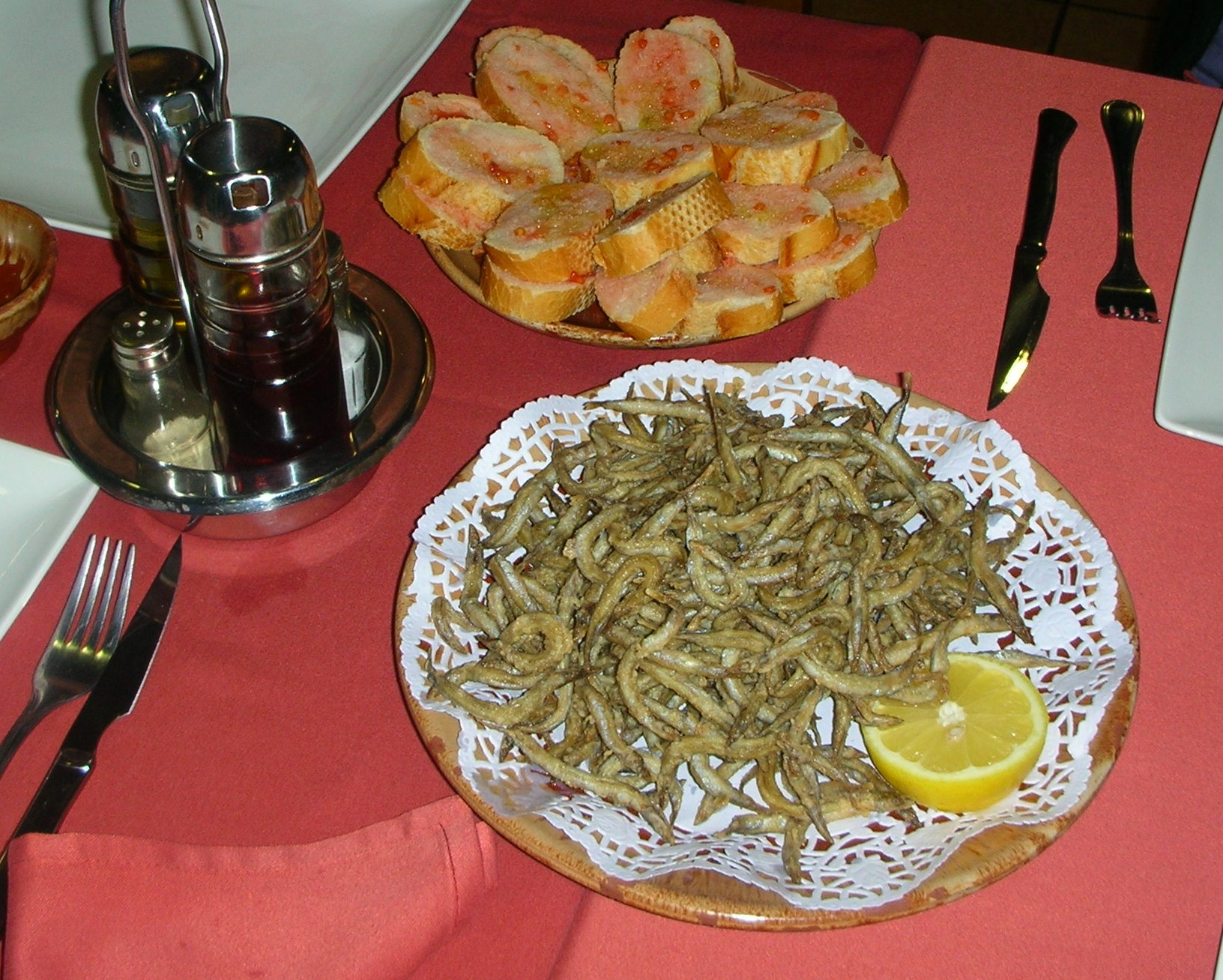
خبزماطة وبجانبه طبق من رَمَّالة المتوسط بجانبه شريحة ليمون